# Ross Geller
Dr. Ross Eustace Geller, Ph.D. (ur. 18 października 1967r.) – fikcyjna postać występująca w popularnym na całym świecie sitcomie z USA Przyjaciele (Friends), grana przez Davida Schwimmera.
Jest starszym bratem Moniki Geller. Posiada stopień doktora w systemie anglosaskim. Jest paleontologiem, a w późniejszych odcinkach zostaje ukazany jako wykładowca w college'u. Od czasów szkolnych był zakochany w Rachel Green. Mieszkał razem z Chandlerem Bingiem w akademiku w czasie studiów. Ożenił się z Carol, z którą ma syna Bena. Po tym jak Carol oświadczyła, że jest lesbijką, rozwiedli się. Następnie poślubił Emily Waltham, lecz ich małżeństwo nie trwało długo. W czasie pobytu w Las Vegas, razem z Rachel, pod wpływem alkoholu, biorą ślub. To małżeństwo również nie trwa długo. Razem z Rachel ma córkę Emmę. W ostatnim odcinku ponownie wyznają sobie miłość.
W odcinku pilotażowym serialu „Joey” wyjawiono, że Ross i Rachel pobrali się po raz drugi

## David Schwimmer o Rossie Gellerze
„Od momentu przeczytania scenariusza, poczułem, że rozumiem tego faceta. Jednak dopiero odcinek z kasetą z balu maturalnego pomógł mi uświadomić jak głębokie są uczucia Rossa do Rachel.”

## Drzewo genealogiczne postaci

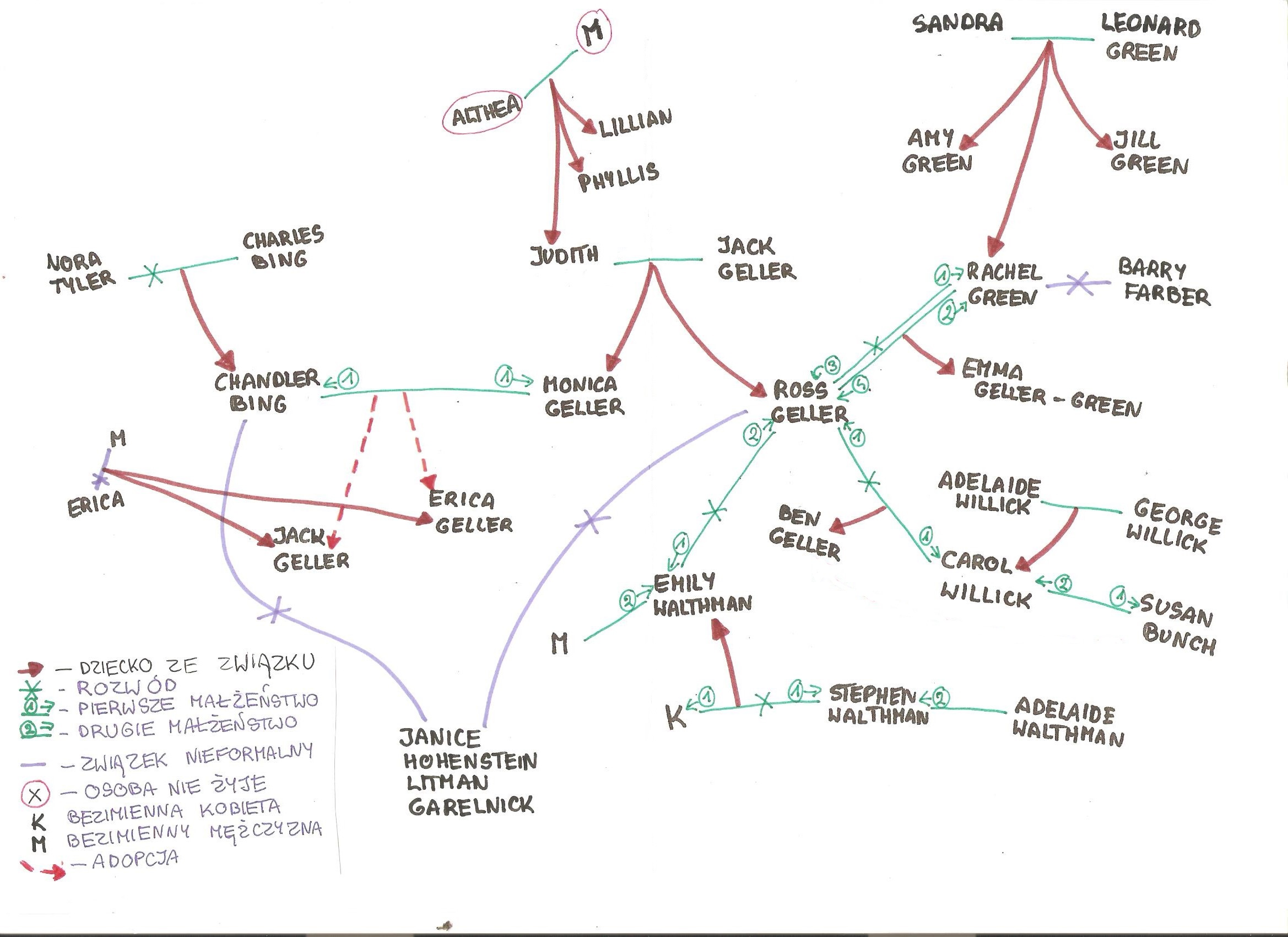
Drzewo genealogiczne Moniki Geller, Rossa Geller, Rachel Green i Chandlera Bing z serialu „Przyjaciele”.